# طب الأنف والأذن والحنجرة

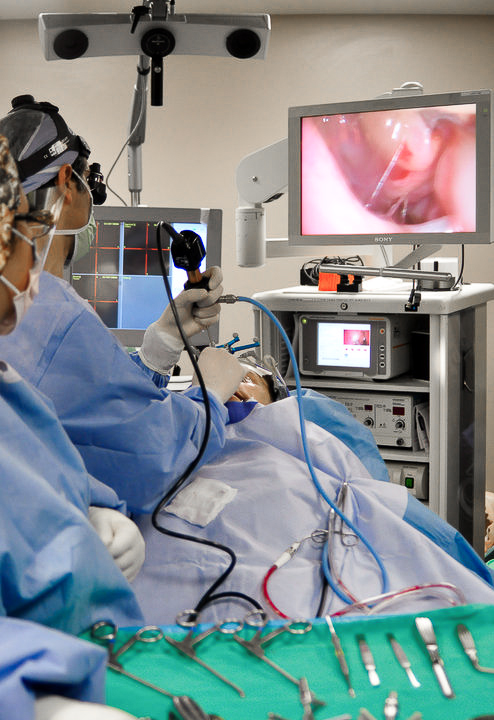
طبيب الأنف والأذن والحنجرة وهو يقوم بإجراء جراحي بتنظير الجيوب الأنفية

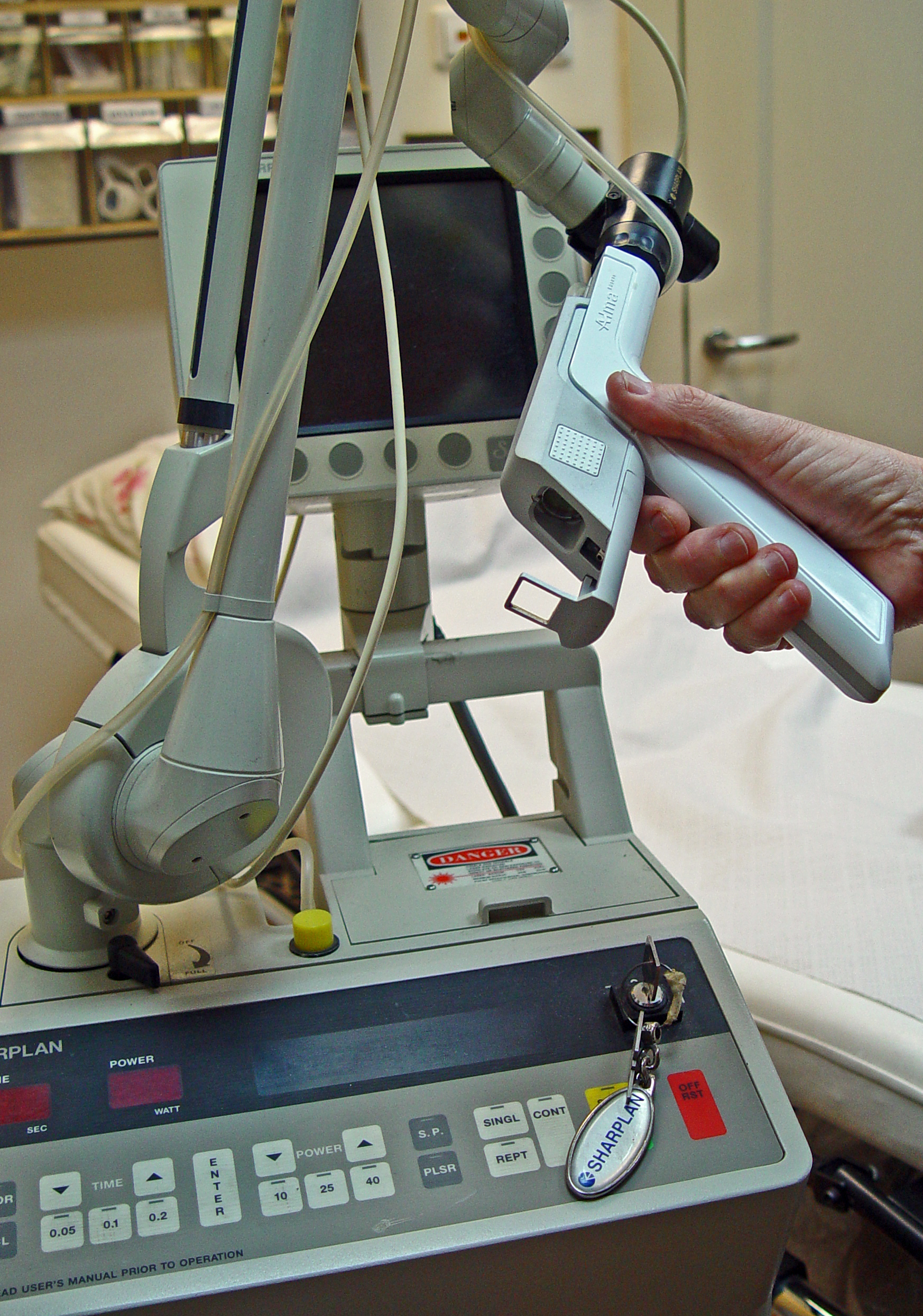
ليزر ثاني أكسيد الكربون 40 واط يستخدم في طب الأنف والأذن والحنجرة

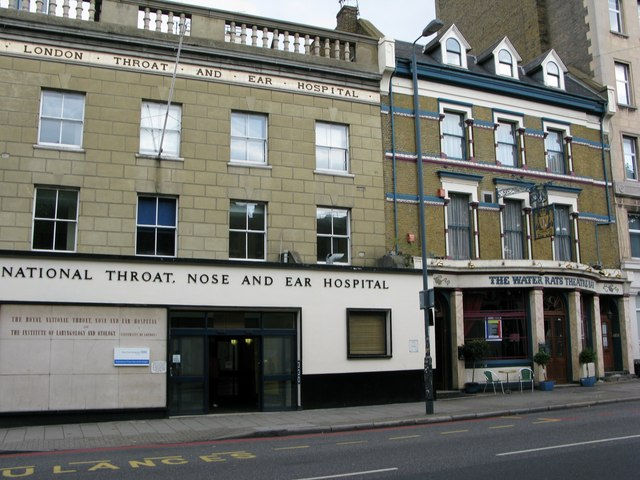
مستشفى رويال ناشونال للحنجرة والأنف والأذن تأسست عام 1874 في لندن

طب الأنف والأذن والحنجرة (باللاتينية: Otorhinolaryngology) هو اختصاص فرعي جراحي في الطب يتعامل مع حالات الأذن، والأنف، والحنجرة، والأعضاء ذات الصلة في الرأس والرقبة. ويدعى الأطباء المتخصصون في هذا المجال أطباء أو جراحي الأنف والأذن والحنجرة، أو جراحي الرأس والرقبة. ويسعى المرضى إلى أخصائي الأنف والأذن والحنجرة طلبا لعلاج أمراض الأذن، والأنف، والحنجرة، وقاعدة الجمجمة، وللإدارة الجراحية للسرطانات، والأورام الحميدة في الرأس والرقبة.

## أصل الكلمة
المصطلح (Otorhinolaryngology) هو عبارة عن مزيج من الصيغ اللاتينية (oto- + rhino- + laryngo- + -logy) مشتقة من الكلمات اليونانية القديمة: οὖς ous otos، بمعنى «أذن»، وῥίς rhis، بمعنى«أنف»، وλάρυγξ larynx، بمعنى «حنجرة» و-λογία logia، بمعنى «علم».

## التدريب
أطباء الأنف والأذن والحنجرة هم الأطباء (دكتور في الطب، دكتوراه في تقويم العظام، بكالوريوس الطب والجراحة) الذين يكملون خمس سنوات على الأقل من التدريب على الإقامة الجراحية في الولايات المتحدة لفترة تبلغ ستة أشهر من التدريب على الجراحة العامة وأربع سنوات ونصف في الجراحة المتخصصة. وفي كندا والولايات المتحدة، يكمل الممارسون تدريباً للإقامة لمدة خمس سنوات بعد كلية الطب.
بعد التدريب على الإقامة، يقوم بعض أطباء جراحة الأنف والأذن والحنجرة وجراحي الرقبة بإكمال زمالة متقدمة متخصصة، حيث يمكن أن يستغرق التدريب من سنة إلى سنتين. وفي الولايات المتحدة وكندا، يعتبر طب الأنف والأذن والحنجرة أحد التخصصات الأكثر قدرة على المنافسة في الطب، حيث يمكن الحصول على وظيفة إقامة بعد كلية الطب.
وفي المملكة المتحدة، يعد التدريب الجراحي العالي في طب الأنف والأذن والحنجرة منافسًا قويا، ويتألف برنامج التدريب من 6 سنوات من التدريب الجراحي العالي، وبعد ذلك يقوم المتدربون بإجراء زمالات في تخصص فرعي قبل أن يصبحوا استشاريين.

## تخصصات فرعية
| جراحة أورام الرأس والعنق            | جراحة الوجه والجراحة الترميمية* | طب الأنف والحنجرة | طب الأذن العصبي*       | جراحة الأنف والجيوب الأنفية | أمراض الحنجرة والصوت | طب الأنف والأذن والحنجرة لدى الأطفال* | طب النوم*                 |
| جراحة الأورام                       | جراحة تجميل الوجه               | الأذن             | الأذن الوسطى والداخلية | التهاب الجيوب الأنفية       | اضطرابات الصوت       | قصور شراع الحنك                       | اضطرابات النوم            |
| إعادة ترميم الأوعية الدموية الدقيقة | جراحة الوجه والفكين             | السمع             | عظم صدغي               | حساسية                      | جراحة الصوتيات       | الشفة المشقوقة والحنك                 | جراحة انقطاع النفس النومي |
| جراحة الغدد الصماء                  | إعادة ترميم الصدمات             | التوازن           | جراحة قاعدة الجمجمة    | قاعدة الجمجمة الأمامية      | اضطرابات البلع       | مجرى الهواء                           | فحوصات النوم              |
| جراحة المنظار                       | جراحة الوجه والقحف              |                   | دوخة                   | توقف التنفس والشخير         |                      | تشوهات الأوعية الدموية                |                           |
|                                     |                                 |                   | زراعة القوقعة          |                             |                      | زراعة القوقعة                         |                           |

(* المعترف بها حاليا من قِبل المجلس الأمريكي من التخصصات الطبية الدقيقة)

## المواضيع

### أورام الرأس والعنق
- السرطانة الحرشفية الخلايا في تجويف الفم، والبلعوم، والحنجرة
- سرطان الفم
- سرطان الجلد
- سرطان الغدة الدرقية
- جراحة الغدد الصماء في الرأس والرقبة (استئصال الغدة الدرقية، استئصال جارات الدرقية)
- جراحة قاعدة الجمجمة

### طب الأذن وعلم الأعصاب
- الدوخة
  - دوار الوضعة الانتيابي الحميد[3]
  - التهاب الأذن الداخلية[4]
  - مرض منيير
  - الناسور التيهي
  - ورم العصب السمعي
- صمم
- التهاب النتوء الحلمي
- التهاب الأذن الخارجية[5]
- التهاب الأذن الوسطى[6]
- طبلة الأذن المثقوبة
- جراحة الأذن

### طب الأنف
يشمل طب الأنف أمراض الأنف وأمراض الجيوب الأنفية.
- انسداد الأنف
- التهاب الجيوب الأنفية[7] (حاد، ومزمن)
- الحساسية البيئية
- التهاب الأنف
- ورم الغدة النخامية[8]
- الرعاف الشديد أو المتكرر
- متلازمة الأنف الفارغة[9]

### طب الأنف والأذن والحنجرة للأطفال
- استئصال الغدانيات
- نزع القنية.[10]
- تلين الحنجرة[11]
- شق طبل الأذن
- استئصال اللوزتين[12]
- انقطاع النفس الانسدادي النومي

### طب الحنجرة
- بحة الصوت
  - التهاب الحنجرة
  - عقيدات الحبل الصوتي[13]
- خلل النطق التشنجي[14]
- ثقب القصبة الهوائية
- سرطان الحنجرة

### جراحة تجميل وترميم الوجه
يعمل الطبيب بجراحة الوجه التجميلية والترميمية من خلال الحصول على زمالة لمدة سنة واحدة مفتوحة لأطباء الأنف والأذن والحنجرة وجراحي التجميل الذين يرغبون في التخصص في الجراحة التجميلية والترميمية للرأس والوجه والرقبة.
- عملية تجميل الأنف[15]
- حقن العلاجات التجميلية
- الرضة الخطيرة في الوجه
  - كسر العظم الأنفي
  - كسر الفك السفلي
- سرطان الجلد (سرطان الخلايا القاعدية)[16]

## روابط خارجية
مؤسسات وجمعيات
- http://jemds.com/latest-articles.php?at_id=5185
- American Academy of Otolaryngology-Head and Neck Surgery
- American Laryngological, Rhinological and Otological Society (The Trilogical Society)
- American Head and Neck Society
- British Association of Otorhinolaryngologists-Head and Neck Surgeons
- Australian Society of Otolaryngology-Head and Neck Surgery
- Canadian Society of Otolaryngology–Head and Neck Surgery
- The Voice Foundation
- American Society of Pediatric Otolaryngology
- International Federation of Oto-rhino-laryngological Societies
- American Academy of Facial Plastic and Reconstructive Surgery
- American Academy of Otolaryngic Allergy
- American Broncho-Esophagological Association
- American Laryngological Association
- Society for Ear, Nose and Throat Advances in Children
- European Federation of Otorhinolaryngological Societies
- American Rhinologic Society
- American Otological Society

مجلات
- Journal of the Association for Research in Otolaryngology
- Otolaryngology-Head and Neck Surgery
- Journal of Voice
- Logopedics Phoniatrics Vocology[وصلة مكسورة]
- Journal of Laryngology and Otology
- TWJ Foundation
- PAPILLARY CARCINOMA IN THYROGLOSSAL CYST: A CASE REPORT by Dr.Juveria Majeed

- أذن وسطى. التهاب البلعوم. طب الأنف والأذن والحنجرة. فقدان السمع المفاجئ. التهاب الجيوب. رعاف.